# Chelonus connectens
Chelonus connectens är en stekelart som beskrevs av Cresson 1872. Chelonus connectens ingår i släktet Chelonus och familjen bracksteklar. Inga underarter finns listade i Catalogue of Life.